# Regionalny program operacyjny
Regionalny program operacyjny (RPO) – dokument planistyczny określający obszary a czasem szczegółowe działania, jakie organy samorządu województwa podejmują lub mają zamiar podjąć na rzecz wspierania rozwoju województwa lub regionu. Jak nazwa wskazuje jest to dokument o charakterze operacyjnym, a więc jest bardziej szczegółowy i podrzędny wobec strategii rozwoju. Podstawę prawną dla funkcjonowania RPO stanowi uchwalona 6 grudnia 2006 ustawa o zasadach prowadzenia polityki rozwoju.

## RPO na lata 2007-2013

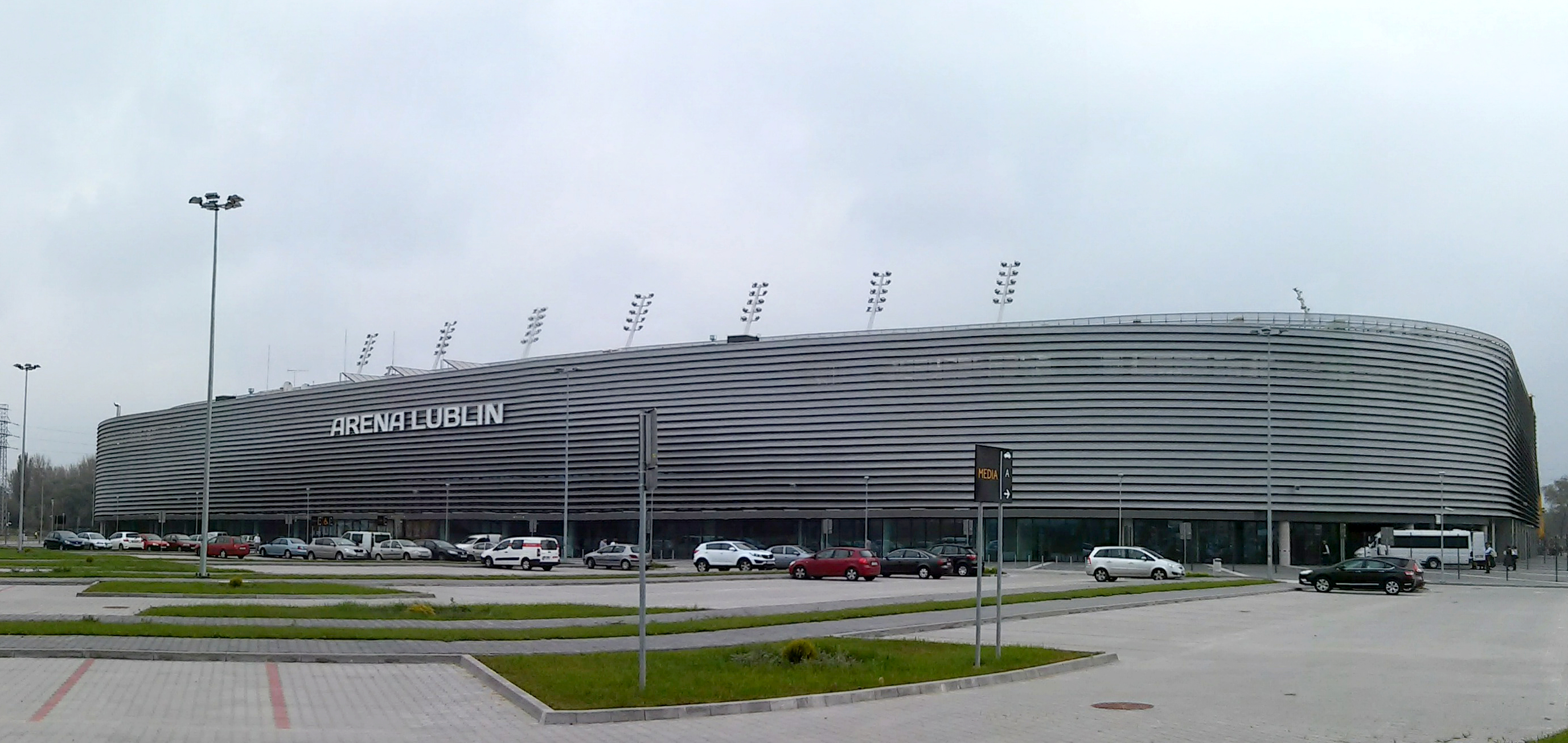
Arena Lublin, wpisana na listę podstawową projektów kluczowych w ramach Regionalnego Programu Operacyjnego na lata 2007–2013, ukończona w 2014

W perspektywie lat 2007-2013 w Polsce, RPO może być utożsamiany z programem, który stanowi element systemu wdrażania Narodowych Strategicznych Ram Odniesienia (NSRO) i jest współfinansowany z Europejskiego Funduszu Rozwoju Regionalnego w ramach polityki spójności Unii Europejskiej. Program ten jest podstawowym instrumentem rozwoju, jakim dysponują organy samorządu województwa.
Utworzenie 16 RPO (po jednym w każdym województwie) w ramach systemu wdrażania NSRO jest przejawem częściowej decentralizacji polityki rozwoju w Polsce. Zarządzanie RPO (a więc zarówno przygotowanie, jak i wdrażanie) zostało powierzone zarządom poszczególnych województw – w odróżnieniu od programów krajowych (m.in. PO IG, PO KL, PO IŚ), które są zarządzane przez Ministerstwo Rozwoju Regionalnego. Stanowi to istotną zmianę w stosunku do wdrażanego w latach 2004–2006 Zintegrowanego Programu Operacyjnego Rozwoju Regionalnego, który choć z nazwy był programem regionalnym, zarządzany był przez Ministerstwo.
Na realizację 16 RPO alokowano 16,6 mld EUR z całkowitej puli 67,3 mld EUR przeznaczonych na realizację NSRO, co stanowi 24,7%. Podział środków pomiędzy poszczególne regiony został dokonany w oparciu o algorytm uwzględniający 3 zmienne: populację, PKB per capita, poziom bezrobocia. W efekcie na realizację RPO poszczególnym województwom przyznano następujące kwoty:
| Województwo         | Alokacja środków (€) |
| ------------------- | -------------------- |
| dolnośląskie        | 1 213 144 879        |
| kujawsko-pomorskie  | 951 003 820          |
| lubelskie           | 1 155 854 549        |
| lubuskie            | 439 173 096          |
| łódzkie             | 1 006 380 910        |
| małopolskie         | 1 290 274 402        |
| mazowieckie         | 1 831 496 698        |
| opolskie            | 427 144 813          |
| podkarpackie        | 1 136 307 823        |
| podlaskie           | 636 207 883          |
| pomorskie           | 885 065 762          |
| śląskie             | 1 747 104 507        |
| świętokrzyskie      | 725 807 266          |
| warmińsko-mazurskie | 1 036 542 041        |
| wielkopolskie       | 1 272 792 644        |
| zachodniopomorskie  | 835 437 299          |

### RPO Województwa Lubuskiego
Został przyjęty uchwałą Zarządu Województwa Lubuskiego 16 października 2007
Zgodnie z Ustawą o zasadach prowadzenia polityki rozwoju (Dz.U. z 2025 r. poz. 198) za prawidłowe i efektywne wdrożenie programu odpowiada Zarząd województwa, w przypadku LRPO jest to Zarząd Województwa Lubuskiego. Przewidziane w ramach programu wsparcie z Europejskiego Funduszu Rozwoju Regionalnego wyniesie 439 173 096 euro.
Głównym celem programu jest „stworzenie warunków wzrostu konkurencyjności województwa poprzez wykorzystanie regionalnego potencjału endogenicznego oraz przeciwdziałanie marginalizacji zagrożonych obszarów, w ty obszarów wiejskich, przy racjonalnym gospodarowaniu zasobami i dążeniu do zapewnienia większej spójności województwa”.
Lubuski Regionalny Program Operacyjny dzieli się na pięć priorytetów merytorycznych:
1. Rozwój infrastruktury wzmacniającej konkurencyjność regionu – 146 863 974 euro,
2. Stymulowanie wzrostu inwestycji w przedsiębiorstwa i wzmocnienie potencjału innowacyjnego – 99 907 448 euro,
3. Ochrona i zarządzanie zasobami środowiska przyrodniczego – 69 937 342 euro,
4. Rozwój i modernizacja infrastruktury społecznej – 73 543 153 euro,
5. Rozwój i modernizacja infrastruktury turystycznej i kulturowej.

W ramach LRPO realizowany jest również szósty priorytet Pomoc Techniczna, służący wsparciu finansowemu Instytucji Zarządzającej (Zarządu Województwa Lubuskiego).
Zgodnie z Ustawą o zasadach prowadzenia polityki rozwoju, Instytucja Zarządzająca LRPO przyjęła 1 kwietnia 2009 rozszerzony Indykatywny Plan Inwestycyjny, obejmujący swym zakresem 120 projektów z Priorytetów I,III,IV,V, które mogą uzyskać dofinansowane bez konieczności przeprowadzenia procedury konkursowej.

### RPO Województwa Małopolskiego
Został podpisany przez komisarz Danutę Hübner na Forum Ekonomicznym w Krynicy 6 września 2007 W ramach tego programu 1 290 274 402 euro ma zasilić województwo małopolskie. Kwota ta stanowi 7,77% pieniędzy przeznaczonych na realizację 16 Regionalnych Programów Operacyjnych. 21 grudnia 2011 Komisja Europejska zatwierdziła zmiany programu, które głównie dotyczy zwiększania środków unijnych o 65,59 mln euro.
Głównym celem MRPO jest wzrost gospodarczy i wzrost zatrudnienia w Małopolsce. Środki finansowe zagwarantowane w ramach Małopolskiego Regionalnego Programu Operacyjnego na lata 2007–2013 zostaną rozdysponowane na inwestycje realizowane w obszarach takich jak: społeczeństwo informacyjne, przedsiębiorczość, turystyka, kultura, infrastruktura regionalna, w tym transportowa i drogowa, krakowski obszar metropolitalny, ochrona zdrowia, rozwój miast i wsi, wreszcie ochrona środowiska i współpraca międzyregionalna.

### RPO Województwa Pomorskiego
Został przyjęty przez Zarząd Województwa Pomorskiego dnia 2 października 2007 w związku z decyzją Komisji Europejskiej z dnia 4 września 2007 w sprawie przyjęcia w ramach pomocy wspólnotowej programu operacyjnego Europejskiego Funduszu Rozwoju Regionalnego i jest jednym z programów operacyjnych składających się na system wdrażania Narodowych Strategicznych Ram Odniesienia (NSRO).
Celem strategicznym RPO jest: poprawa konkurencyjności gospodarczej, spójności społecznej i dostępności przestrzennej województwa przy zrównoważonym wykorzystaniu specyficznych cech potencjału gospodarczego i kulturowego regionu oraz przy pełnym poszanowaniu jego zasobów przyrodniczych. Cel ten zostanie osiągnięty poprzez podniesienie konkurencyjności i innowacyjności gospodarki, poprawę atrakcyjności inwestycyjnej ośrodków miejskich i usprawnienie powiązań między nimi, zwiększenie atrakcyjności osiedleńczej i turystycznej oraz przełamywanie barier strukturalnych na obszarach o niższym potencjale rozwojowym.
Źródłami finansowania RPO WP są środki EFRR (Europejskiego Funduszu Rozwoju Regionalnego) oraz towarzyszące im współfinansowanie krajowe.
Alokacja środków przedstawia się następująco:
- EFRR – 885 065 762 EUR
- środki krajowe – 342 101 470 EUR

Wartość krajowych środków publicznych szacowana jest na poziomie 240 844 145 EUR, a prywatnych – 101 257 325 EUR.
Zatem całkowita kwota przeznaczona na realizację Programu to 1 227 167 232 EUR.
RPO WP realizowany jest poprzez 10 osi priorytetowych.
| Priorytet                                                       | % alokacja środków EFRR | Alokacja środków (€) |
| --------------------------------------------------------------- | ----------------------- | -------------------- |
| OP 1 Rozwój i innowacje w MŚP                                   | 21%                     | 185 863 810          |
| OP 2 Społeczeństwo wiedzy                                       | 7%                      | 61 954 603           |
| OP 3 Funkcje miejskie i metropolitalne                          | 12%                     | 106 207 892          |
| OP 4 Regionalny system transportowy                             | 23%                     | 203 565 125          |
| OP 5 Środowisko i energetyka przyjazna środowisku               | 7%                      | 61 954 604           |
| OP 6 Turystyka i dziedzictwo kulturowe                          | 5%                      | 44 253 288           |
| OP 7 Ochrona zdrowia i system ratownictwa                       | 4%                      | 35 402 630           |
| OP 8 Lokalna infrastruktura podstawowa                          | 14%                     | 123 909 207          |
| OP 9 Lokalna infrastruktura społeczna i inicjatywy obywatelskie | 4%                      | 35 402 630           |
| OP 10 Pomoc techniczna                                          | 3%                      | 26 551 973           |

### RPO Województwa Śląskiego
Wszedł w życie na mocy uchwały Zarządu Województwa Śląskiego z dnia 18 września 2007
Program został zaktualizowany w sierpniu 2010 oraz w grudniu 2011
Główny instrument rozwoju, jakim dysponuje zarząd województwa śląskiego w latach 2007-2013. RPO WSL jest współfinansowany z Europejskiego Funduszu Rozwoju Regionalnego w ramach polityki spójności Unii Europejskiej i jest jednym z ponad 20 programów operacyjnych składających się na system wdrażania Narodowych Strategicznych Ram Odniesienia (NSRO).
Wkład finansowy Unii Europejskiej w realizację RPO WSL wynosi 1747 mln EUR, po dodaniu publicznych środków krajowych oraz środków prywatnych szacunkowa całkowita kwota na realizację Programu wynosi ponad 2057 mln EUR, co czyni z RPO WSL drugi co do wielkości program regionalny w Polsce – po RPO mazowieckim – pod względem alokacji finansowej.
Za realizację programu odpowiada Zarząd Województwa Śląskiego jako Instytucja Zarządzająca (IZ), a zadania wykonują:
- Wydział Rozwoju Regionalnego w Urzędzie Marszałkowskim – wdrażanie priorytetów skierowanych przede wszystkim do jednostek samorządu terytorialnego,
- Śląskie Centrum Przedsiębiorczości (ŚCP) – wdrażanie priorytetów skierowanych do przedsiębiorców.

RPO był negocjowany bezpośrednio pomiędzy władzami województwa a KE oraz poddany szerokim konsultacjom społecznym. W efekcie powstał program skrojony jest specjalnie pod kątem specyficznym potrzeb Śląskiego, a obszary wsparcia (priorytety) określono w nim następująco:
1. Badania i rozwój technologiczny, innowacje i przedsiębiorczość,
2. Społeczeństwo informacyjne,
3. Turystyka,
4. Kultura,
5. Środowisko,
6. Zrównoważony rozwój miast,
7. Transport,
8. Infrastruktura edukacyjna,
9. Zdrowie i rekreacja,
10. Pomoc techniczna.

RPO WSL składa się z pięciu rozdziałów:
1. Charakterystyka województwa, na którą składa się:
  - opis stanu poszczególnych obszarów funkcjonowania społeczno-gospodarczego województwa, wraz z określeniem obszarów problemowych
  - analiza SWOT, przeprowadzona w 4 obszarach
  - opis i ocena dotychczasowego wsparcia publicznego udzielonego województwu
2. Strategia realizacji RPO WSL, w ramach której wyznaczono cel główny i szczegółowe Programu oraz priorytety, w ramach których będą one realizowane. Rozdział zawiera również odniesienie celów RPO WSL do zapisów dokumentów nadrzędnych (SWW, KPR, NSRO, SRW) oraz założenia odnośnie do realizacji Programu, w tym uwzględnienia polityk horyzontalnych Unii Europejskiej.
3. Opis priorytetów RPO WSL, zawierający cele priorytetów, planowane działania, beneficjentów, wskaźniki realizacji oraz opis komplementarności ze wsparciem innych programów współfinansowanych z funduszy UE, realizowanych na obszarze województwa.
4. Przepisy wykonawcze, opisujące proces realizacji RPO, w tym układ instytucjonalny, przepływy finansowe, procedury wyboru projektów.
5. Plan finansowy – określający kwestie finansowe w układzie priorytetów, lat, źródeł finansowania oraz tzw. kategorii interwencji.

Celem głównym RPO WSL jest stymulowanie dynamicznego rozwoju, przy wzmocnieniu spójności społecznej, gospodarczej i przestrzennej regionu. Do osiągnięcia celu głównego prowadzić będzie realizacja 9 celów szczegółowych w ramach 9 priorytetów (plus 1 uzupełniający).
| Cel szczegółowy RPO                                                                                             | Priorytet                                                            | Alokacja (€) |
| --- | -------------------------------------------------------------------- | ------------ |
| Wzrost konkurencyjności regionalnej gospodarki opartej na wiedzy                                                | Badania i rozwój technologiczny (B+R), innowacje i przedsiębiorczość | 296 238 553  |
| Stworzenie warunków do rozwoju społeczeństwa informacyjnego w regionie                                          | Społeczeństwo informacyjne                                           | 150 000 000  |
| Wzrost konkurencyjności turystycznej regionu                                                                    | Turystyka                                                            | 110 420 000  |
| Wzrost znaczenia kultury jako czynnika rozwoju społeczno – gospodarczego                                        | Kultura                                                              | 53 274 150   |
| Ochrona oraz poprawa jakości środowiska                                                                         | Środowisko                                                           | 180 678 600  |
| Wzrost konkurencyjności przestrzeni miejskiej województwa                                                       | Zrównoważony rozwój miast                                            | 312 802 445  |
| Ukształtowanie efektywnego i zintegrowanego systemu transportowego                                              | Transport                                                            | 460 254 825  |
| Stworzenie warunków do rozwoju społeczeństwa o wysokich kwalifikacjach zawodowych, poszukiwanych na rynku pracy | Infrastruktura edukacyjna                                            | 82 480 000   |
| Poprawa stanu zdrowia mieszkańców regionu                                                                       | Zdrowie i rekreacja                                                  | 57 759 000   |
| Skuteczna absorpcja środków w ramach Regionalnego Programu Operacyjnego Województwa Śląskiego                   | Pomoc techniczna                                                     | 43 196 934   |

Realizacja RPO odbywa się poprzez dofinansowanie projektów na podstawie wniosków składanych przez beneficjentów. W RPO WSL zaprojektowano 3 ścieżki wyboru projektów:
- tryb konkursowy – projekty wybierane są na podstawie wniosków składanych w odpowiedzi na ogłoszenia Instytucji Zarządzającej – Zarządu Województwa. Wybór dokonywany jest na podstawie ocen formalnej i merytorycznej.
- projekty kluczowe – projekty zidentyfikowane i nazwane już na etapie tworzenia RPO, uznane za kluczowe z punktu widzenia realizacji strategii rozwoju województwa i zrównoważonego rozwoju regionu.
- programy rozwoju subregionów – portfele projektów tworzone w porozumieniu przez lokalnych aktorów na poziomie podregionu, istotne z punktu widzenia danego obszaru (w województwie śląskim od końca 2007 funkcjonuje podział na 4 subregiony – północny, południowy, zachodni, centralny).

Program przygotowano w kilku różnych krokach:
- 2005
  - sierpień/wrzesień 2005 – badanie ankietowe celem zebrania opinii o pożądanych działaniach w RPO WSL
  - październik 2005 – warsztaty strategiczne celem opracowania opisów działań i typów projektów
  - pierwsza połowa 2005 – pierwsza wersja projektu RPO WSL
  - listopad 2005 – przyjęcie pierwszego projektu RPO WSL
  - listopad 2005 – subregionalne spotkania konsultacyjne
- 2006
  - luty 2006 – przyjęcie drugiego projektu RPO WSL
  - maj 2006 – cykl sektorowych spotkań konsultacyjnych
  - czerwiec 2006 – przyjęcie trzeciego projektu RPO WSL
  - czerwiec/lipiec 2006 – konsultacje powiatowe
  - lipiec 2006 – opracowanie prognozy oddziaływania na środowisko RPO WSL
  - wrzesień 2006 – przyjęcie czwartego projektu RPO WSL
  - październik 2006 – opracowanie oceny ex-ante RPO WSL
  - październik 2006 – przyjęcie piątego projektu RPO WSL
  - grudzień 2006 – przyjęcie RPO WSL przez Zarząd Województwa
- 2007
  - luty 2007 – RPO WSL przedłożony pod obrady Rady Ministrów
  - marzec 2007 RPO WSL formalnie zaakceptowany przez Komisję Europejską
  - maj 2007 – pierwsze spotkanie negocjacyjne RPO WSL z Komisją Europejską
  - sierpień 2007 – drugie spotkanie negocjacyjne RPO WSL z Komisją Europejską
  - wrzesień 2007 – decyzja Komisji Europejskiej akceptująca RPO WSL
  - wrzesień 2007 – przyjęcie ostatecznej wersji RPO WSL przez Zarząd Województwa
  - grudzień 2007 – ogłoszenie pierwszych konkursów dla beneficjentów – rozpoczęcie wdrażania
- 2010
  - sierpień 2010 – aktualizacja programu
- 2011
  - grudzień 2011 – aktualizacja programu

### RPO Województwa Wielkopolskiego

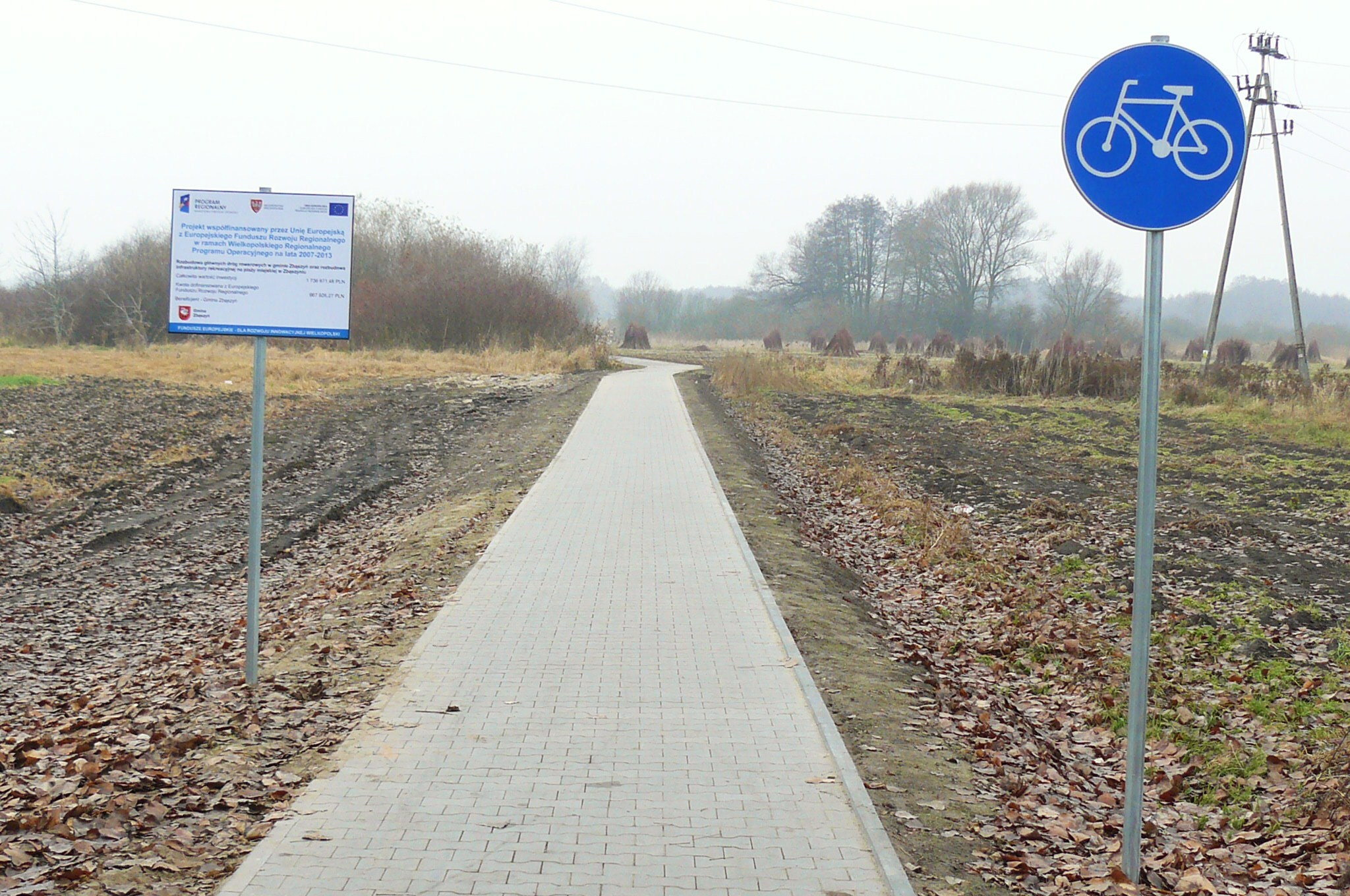
Droga rowerowa w Zbąszyniu jako przykład Regionalnego Programu Operacyjnego Województwa Wielkopolskiego na lata 2007 – 2013. Rozbudowa głównych dróg rowerowych w gminie Zbąszyń oraz rozbudowa infrastruktury rekreacyjnej na plaży miejskiej w Zbąszyniu

zgodnie z założeniami ma być podstawowym narzędziem służącym zmniejszeniu dysproporcji gospodarczych, społecznych i terytorialnych pomiędzy Wielkopolską a pozostałymi regionami Unii Europejskiej. Głównym celem jest wzmocnienie potencjału rozwojowego Wielkopolski na rzecz wzrostu konkurencyjności i zatrudnienia, a ponadto: poprawa warunków inwestowania; wzrost aktywności zawodowej mieszkańców, a także wzrost udziału wiedzy i innowacji w gospodarce regionu.
Wielkopolski Regionalny Program Operacyjny obejmuje okres od 1 stycznia 2007 do 31 grudnia 2013. Działania realizowane w ramach WRPO finansowane będą przez Europejski Fundusz Rozwoju Regionalnego oraz przez środki krajowe – publiczne i prywatne. Na realizację programu Wielkopolska otrzyma z Europejskiego Funduszu Rozwoju Regionalnego 1 272 792 644 euro. Instytucją Zarządzającą WRPO jest Zarząd Województwa Wielkopolskiego, który będzie wykonywał swe zadania przy pomocy Departamentu Polityki Regionalnej Urzędu Marszałkowskiego Województwa Wielkopolskiego (UMWW).
W ramach Wielkopolskiego Regionalnego Programu Operacyjnego na lata 2007-2013 realizowane będą następujące priorytety:
- Priorytet I – Konkurencyjność przedsiębiorstw
- Priorytet II – Infrastruktura komunikacyjna;
- Priorytet III – Środowisko przyrodnicze;
- Priorytet IV – Rewitalizacja obszarów problemowych;
- Priorytet V – Infrastruktura dla kapitału ludzkiego;
- Priorytet VI – Turystyka i środowisko kulturowe;
- Priorytet VII – Pomoc techniczna

WRPO został zaakceptowany przez Komisją Europejską.

## RPO na lata 2014-2020
Regionalny program operacyjny 2014-2020 – dokument, który określa działania i obszary wsparcia w nowej perspektywie finansowej 2014-2020. Ponownie realizowane będzie 16 programów operacyjnych, w tym jeden przejściowy program operacyjny dla województwa mazowieckiego, które jako jedyny region Polski nie zalicza się do regionów słabo rozwiniętych (wielkość PKB na mieszkańca jest wyższe niż 75 proc. średniej unijnej). Na realizację programów zostanie przeznaczone około 60 proc. funduszy strukturalnych: EFRR i EFS. Poszczególnym województwom przyznano następujące wsparcie:
| Województwo         | Budżet RPO (w mln €) |
| ------------------- | -------------------- |
| dolnośląskie        | 2 250,4              |
| kujawsko-pomorskie  | 1 901,7              |
| lubelskie           | 2 228,9              |
| lubuskie            | 906,1                |
| łódzkie             | 2 253,9              |
| małopolskie         | 2 875,5              |
| mazowieckie         | 2 087,9 *            |
| opolskie            | 944,1                |
| podkarpackie        | 2 112,2              |
| podlaskie           | 1212,4               |
| pomorskie           | 1 863,0              |
| śląskie             | 3 473,6              |
| świętokrzyskie      | 1 363,2              |
| warmińsko-mazurskie | 1 726,6              |
| wielkopolskie       | 2 447,9              |
| zachodniopomorskie  | 1 599,7              |

Obszary, które otrzymają wsparcie w perspektywie finansowej 2014-2020 w ramach RPO
- modernizacja oraz budowa nowych dróg: – ok.15 mld euro,
- przedsiębiorczość – ok. 20 mld euro,
- transport publiczny – ok. 4,4 mld euro,
- bezpieczeństwo energetyczne – ok. 1 mld euro,
- kolej – ok. 10 mld euro,
- szkolnictwo wyższe – ok. 1,2 mld euro,
- cyfryzacja administracji, usługi publiczne dostępne przez Internet – ok. 1 mld euro,
- aktywizacja zawodowa i poprawa sytuacji na rynku pracy młodych ludzi – ok.1,8 mld euro,
- ogólny dostęp do szerokopasmowego Internetu – ok. 1 mld euro.

### RPO Województwa Małopolskiego
Został zatwierdzony decyzją Komisji Europejskiej wykonawczą Komisji nr C(2015) 888 z dnia 12 lutego 2015 przyjmującą niektóre elementy programu operacyjnego „Regionalny Program Operacyjny Województwa Małopolskiego na lata 2014-2020” do wsparcia z Europejskiego Funduszu Rozwoju Regionalnego i Europejskiego Funduszu Społecznego w ramach celu „Inwestycje na rzecz wzrostu i zatrudnienia” dla regionu małopolskiego w Polsce CCI 2014PL16M2OP006.

## Beneficjenci MRPO
- mikro, małe i średnie przedsiębiorstwa,
- jednostki Samorządu Terytorialnego, ich związki, stowarzyszenia oraz jednostki organizacyjne, które posiadają osobowość prawną,
- służby publiczne inne niż administracja, np. instytucje kultury i sportu, instytucje integracji i pomocy społecznej czy instytucje odpowiedzialne za gospodarkę wodną,
- instytucje ochrony zdrowia, w tym publiczne i niepubliczne (posiadające umowę z NFZ) zakłady opieki zdrowotnej, uzdrowiska,
- instytucje wspierające biznes, np. instytucje finansowe, otoczenia biznesu.

Program jest finansowany z dwóch źródeł: Europejskiego Funduszu Rozwoju Regionalnego i Europejskiego Funduszu Społecznego i składa się z 13 osi priorytetowych.
| Oś Priorytetowa                           | Fundusz |
| ----------------------------------------- | ------- |
| I. Gospodarka wiedzy                      | EFRR    |
| II. Cyfrowa Małopolska                    | EFRR    |
| III. Przedsiębiorcza Małopolska           | EFRR    |
| IV. Regionalna polityka energetyczna      | EFRR    |
| V. Ochrona środowiska                     | EFRR    |
| VI. Dziedzictwo regionalne                | EFRR    |
| VII. Infrastruktura transportowa          | EFRR    |
| VIII. Rynek pracy                         | EFS     |
| IX. Region spójny społecznie              | EFS     |
| X. Wiedza i kompetencje                   | EFS     |
| XI. Rewitalizacja przestrzeni regionalnej | EFRR    |
| XII. Infrastruktura społeczna             | EFRR    |
| XIII. Pomoc techniczna                    | EFS     |

## Regionalny Program Operacyjny Województwa Łódzkiego na lata 2014-2020
18 grudnia 2014 r. Komisja Europejska przyjęła Regionalny Program Operacyjny Województwa Łódzkiego na lata 2014-2020.
Regionalny Program Operacyjny Województwa Łódzkiego na lata 2014-2020 jest programem dwufunduszowym współfinansowanym ze środków Europejskiego Funduszu Rozwoju
Regionalnego oraz Europejskiego Funduszu Społecznego. Całkowita alokacja na RPO WŁ na lata 2014-2020 wynosi 2,256 mld euro, z tego 1,621 mld euro to środki Europejskiego Funduszu Rozwoju Regionalnego, a blisko 635 mln euro Europejskiego Funduszu Społecznego.
Program operacyjny składa się z 12 osi priorytetowych:
| Oś priorytetowa                                           | Fundusz |
| I. Badania, rozwój i komercjalizacja wiedzy               | EFRR    |
| II. Innowacyjna i konkurencyjna gospodarka                | EFRR    |
| III. Transport                                            | EFRR    |
| IV. Gospodarka niskoemisyjna                              | EFRR    |
| V. Ochrona środowiska                                     | EFRR    |
| VI. Rewitalizacja i potencjał endogeniczny regionu        | EFRR    |
| VII. Infrastruktura dla usług społecznych                 | EFRR    |
| VIII. Zatrudnienie                                        | EFS     |
| IX. Włączenie społeczne                                   | EFS     |
| X. Adaptacyjność pracowników i przedsiębiorstw w regionie | EFS     |
| XI. Edukacja, kwalifikacje, umiejętności                  | EFS     |
| XII. Pomoc techniczna                                     | EFS     |

Informacje o konferencjach, szkoleniach i naborach wniosków o dofinansowanie znajdują się na www.rpo.lodzkie.pl